# Exodus aus Kuba nach der Revolution
Während Kuba vor dem Sieg der Revolution 1959 eher ein Einwanderungsland war und nur vereinzelt politische Dissidenten und andere Auswanderer das Land verließen, kam es danach zu mehreren Ausreisewellen, in denen jeweils zehntausende Kubaner ihr Land verließen. Die letzte, etwa von 2021 bis Anfang 2025 andauernde, war dabei mit Abstand die größte, in der allein in Richtung USA um die 860.000 Kubaner auswanderten.

## Nach dem Sieg der Revolution und die  1960er Jahre
Mit dem Sieg der Revolution waren es vor allem Kollaborateure des Batista-Regimes, die Kuba vor allem Richtung USA verließen und sich in Süd-Florida rund um Miami niederließen.
Anfang der 1960er Jahre folgte dann ein Großteil der damaligen Oberschicht. Mit ihnen kamen häufig deren Angestellten, mit ein Grund, warum zum Beispiel die kubanische Küche in Miami als authentischer gilt als im derzeitigen Kuba selbst, wo Mangelwirtschaft vorherrscht. Es durften keine Vermögenswerte ins Ausland mitgenommen werden. Einheimisches Vermögen wurde, soweit möglich, daheimgebliebenen Familienangehörigen übertragen. Ansonsten wurde es enteignet. Bis 1973 gelangten so rund 300.000 Kubaner legal in die USA.
Im Rahmen der Operation Peter Pan, ein von der katholischen Kirche in Miami organisiertes „Rettungsprogramm“, verließen zwischen Ende 1960 und 1962 rund 14.000 Kinder ohne ihre Eltern Kuba. Die Eltern befürchteten aufgrund gezielt gestreuter Gerüchte, dass man ihnen ihre Kinder wegnehmen und zur Umerziehung in andere Ostblock-Länder schicken würde.
Eine weitere Ausreisewelle erfolgte um 1968, nachdem in Kuba auch private Kleinbetriebe verboten wurden.
Bis dahin war der typische Auswanderer eher „weiß“ und gehörte der wohlhabenden Mittel- und Oberschicht an.

## Mariel-Bootskrise
Im Jahre 1980 fand eine weitere größere Ausreisewelle statt. Diesmal verließen weitere 125.000 Kubaner ihr Land in Richtung USA. Hintergrund war, dass im April 1980 Tausende Kubaner die Krise in der peruanischen Botschaft in Havanna 1980, um dort Asyl zu beantragen. Um die Unruhen zu beenden, ließ Fidel Castro den Hafen von Mariel für kubanische Auswanderer öffnen. Jeder Kubaner, der wollte, konnte auf diesem Weg emigrieren. Die Immigrationsbehörden in Florida stießen an ihre Grenzen der Aufnahmekapazität.

## Balsero-Krise
Die sogenannte Balsero-Krise wurde durch die auf den Zusammenbruch des Ostblocks folgende schwere Wirtschaftskrise, Sonder- oder Spezialperiode genannt, ausgelöst. Im Sommer 1994 kam es in Havanna zu Massenprotesten. Zwar gelang es dem damaligen charismatischen Staatschef Fidel Castro die Manifestationen persönlich zu beruhigen, im Nachgang ermöglichte er jedoch abermals die Ausreise auf dem Seeweg. Mit teils abenteuerlichen Bootskonstruktionen wagten tausende Kubaner die nicht ungefährliche Überfahrt in Richtung USA. Offiziellen Zahlen zufolge sind in dieser Zeit weitere 35.000 Kubaner ausgereist.
Das Ereignis wurde unter anderen in der Dokumentation Balseros – Kubanische Träume vom Glück sowie dem Spielfilm Una Noche – Eine Nacht in Havanna filmisch verarbeitet.

## Ausreisewelle der 2020er Jahre
Mit der Corona-Pandemie stürzte Kuba in eine tiefe wirtschaftliche Krise. Das Land schloss seine Grenzen für den Tourismus, eine der Haupteinnahmequellen Kubas für Devisen. Zusätzlich sanken auch noch die sogenannten Remesas (remittances), Unterstützungszahlungen von im Ausland lebenden Familienangehörigen. Zusätzlich führte die kubanische Regierung zum Jahreswechsel 2020/2021 eine Währungsreform, durch, die als verunglückt gilt. Offiziell propagiertes Ziel war es, das Zweiwährungssystem mit dem Peso Cubano und dem Peso convertible (CUC) abzuschaffen und de Peso cubano als alleiniges Zahlungsmittel zu etablieren. Tatsächlich wurde der CUC lediglich durch eine neue digitale Währung namens Moneda Libremente Convertible, kurz MLC, ersetzt.
Seit Ende 2021 verließen wieder massenhaft Kubaner das Land, vor allem in Richtung USA. Es ist inzwischen die größte Auswanderungswelle in der Geschichte des Landes. Bis Ende Juli 2022 registrierten die US-Grenzbehörden bereits rund 160.000 Kubaner und jeden Monat kämen 30.000 bis 35.000 hinzu. Hauptgrund sind die schlechte Versorgungslage und die Perspektivlosigkeit, vor allem für junge Leute auf der Insel. Die Fluchtroute führte überwiegend über Nicaragua, welches per legalem Linienflug erreicht wird. Danach geht es mithilfe von Schleppern in Richtung US-Grenze mit Mexiko. Pro Person kostete das die Kubaner mindestens 10.000 Dollar. Im November 2021 hatten die Regierung Kubas und Nicaragua Visumfreiheit für Kubaner, die nach Nicaragua einreisen, vereinbart. Schon damals wurde vermutet, dass das mit der Absicht geschah, wiederholt Migration als Ventil nach innen und als Druckmittel gegen die USA einzusetzen.
Ab 2023 gab es über das sogenannte humanitäre Parole-Programm auch eine kontingentierte Möglichkeit einer legalen Migration über einen in den USA lebenden Bürgen. Über diesen Weg kamen bis Ende August 2024 rund 111.000 Kubaner. US-Präsident Donald Trump beendete das Programm gleich zu Beginn seiner zweiten Amtszeit.
Stand September 2024 hatten laut der US-Grenzschutzbehörde seit Oktober 2021 rund 850.000 Kubaner die Insel in Richtung Vereinigte Staaten verlassen. Kubas Bevölkerung sank im gleichen Zeitraum offiziellen Angaben zufolge von etwas über 11 auf 8,62 Millionen, was einem Rückgang um 18 % gleichkommt.
Mit dem Amtsantritt von Donald Trump zu seiner zweiten Amtszeit und dessen Vorgehen gegen vermeintliche und tatsächliche illegale Migranten ist die Massenemigration aus Kuba in Richtung USA offenbar vorerst zum Erliegen gekommen. Stattdessen werden nun auch Kubaner mit ungeklärtem Aufenthaltsstatus in größerer Zahl zurückgeführt, was Unmut in der exilkubanischen Community auslöste. Eine entsprechende bilaterale Vereinbarung mit der kubanischen Regierung wurde zwar noch unter Präsident Biden geschlossen, jedoch vervielfacht sich die Zahl der Abschiebeflüge unter Trump.

## Filme
- 90 Miles (Dokumentarfilm, 2002)
- Balseros – Kubanische Träume vom Glück (Dokumentarfilm, 2002)
- Una Noche – Eine Nacht in Havanna (Spielfilm, 2012)